# Eschenbach in der Oberpfalz
Eschenbach in der Oberpfalz è un comune tedesco di 3 993 abitanti, situato nel land della Baviera.